# Pordenowo (przystanek kolejowy)
Pordenowo – dawny wąskotorowy przystanek osobowy znajdująca się we wsi Pordenowo, w gminie Lichnowy, w powiecie malborskim, w województwie pomorskim. Położony był na linii kolejowej z Nowego Dworu Gdańskiego Wąskotorowego do Lichnów. Odcinek do Lichnów został otwarty w 1893 roku.